# ADトレイン

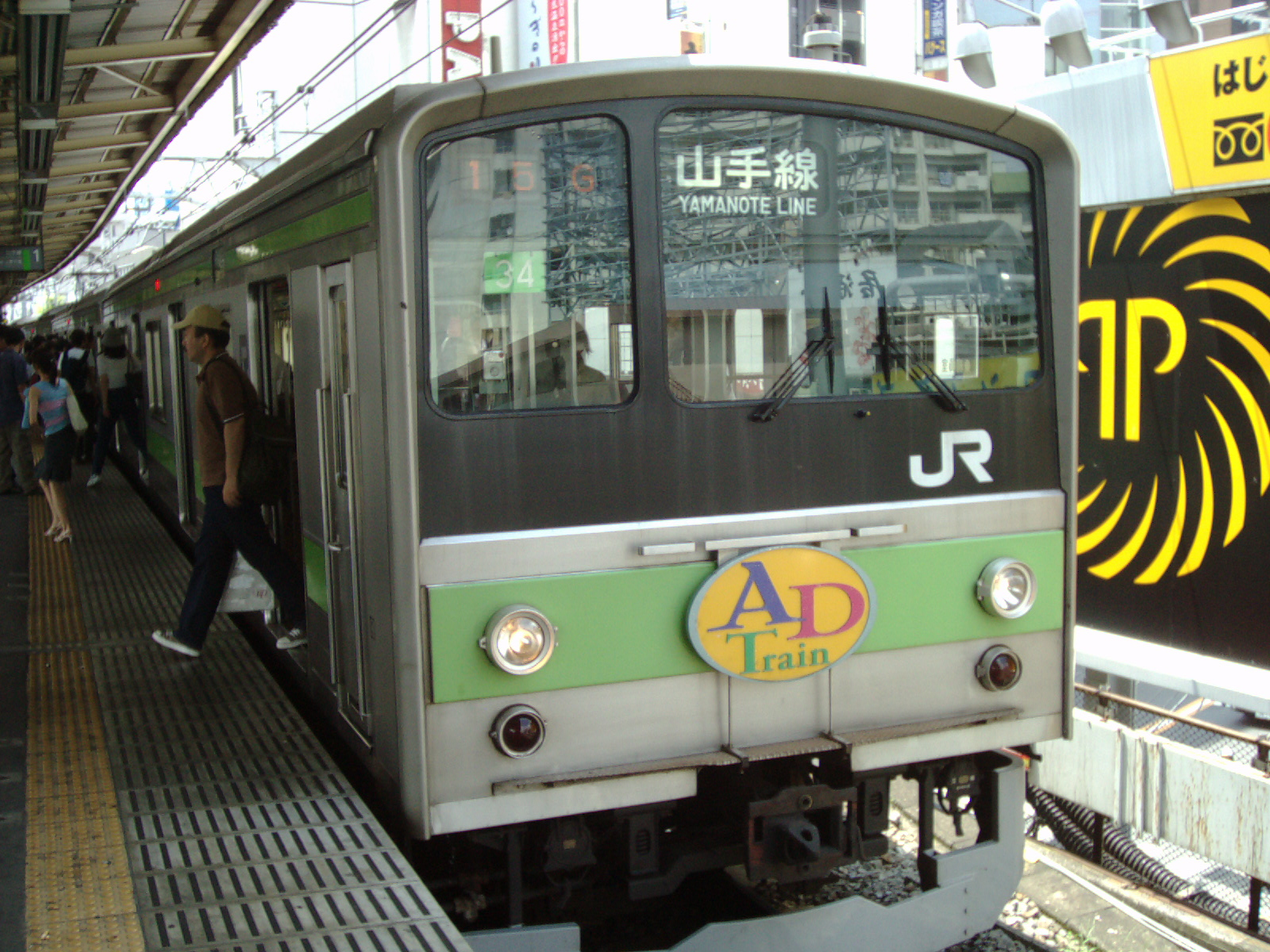
ヘッドマークを装着していた山手線

ADトレイン（アド・トレイン）は、東日本旅客鉄道（JR東日本）で1990年から開始した、広告貸切列車の名称である。
また、新交通ゆりかもめや、東京臨海高速鉄道りんかい線を走る広告貸切電車も同一名称を名乗る。
2001年以降は一部のADトレインにおいて、ラッピングによる車体広告車両も登場した。なお、広告貸切電車のため、かつては内側に広告のあるドアステッカーも貼り付けていなかった。
当初、山手線では正面に特製ヘッドマークを装着していたが、2004年から装着していない。
2002年からは、九州旅客鉄道（JR九州）でも運行しているが、広告商品名だけで乗客には「ADトレイン」と告知していない。

## ADトレインが運行されている路線
- 山手線
- 中央快速線
- 中央・総武緩行線
- 京浜東北線
- 京葉線
- 南武線
- 埼京線
- 横浜線
- 相模線
- 武蔵野線
- 東京臨海高速鉄道りんかい線
- 名古屋市営地下鉄東山線
- 名古屋市営地下鉄名城線
- 名古屋市営地下鉄名港線
- 大阪環状線（かつてはLoopackの愛称があった）
- 鹿児島本線
- 筑肥線
- 福岡市地下鉄空港線